# هودینی (نرم‌افزار)
هودینی (به انگلیسی: Houdini) یک نرم‌افزار انیمیشن سه بعدی توسعه یافته توسط شرکت نرم‌افزاری ساید افکت واقع در تورنتو می‌باشد. هودینی در ساخت فیلم‌های شاخصی مانند فروزن و زوتوپیا استفاده شده‌است.

## ویژگی‌ها
هودینی تمام نیازهای تولید سه بعدی را پوشش داده‌است، شامل:
- مدل کردن
- اینیمیت کردن
- سیستم پارتیکل
- دینامیک
- نوردهی و روشنایی
- رندر
- ترکیب کردن (کامپوزیت)
- توسعه پلاگین

هودینی یک محیط توسعه باز می‌باشد که از رابط‌های کاربری برنامه‌نویسی مختلفی پشتیبانی می‌کند.